# Église Saint-Gervais-et-Saint-Protais d'Hambers
L'église Saint-Gervais-et-Saint-Protais est située à Hambers, en Mayenne.
L'édifice est inscrit partiellement aux monuments historiques depuis 1954.

## Localisation
L'église est située dans le bourg d'Hambers, au croisement des routes départementales 236 et 241.

## Histoire
L’église date du XIIe siècle, ses architectures romanes ont été remaniées aux XVe siècle et XVIIe siècle. La dernière pierre du chœur, décidée par l'abbé Jean Nourry, est posée en 1684.
L'inventaire devait avoir lieu le 12 février 1906 mais il n'est effectué que le 22 du même mois, devant une foule de 400 personnes, les hommes attendant l'agent devant l'église et les femmes à l'intérieur. Peu rassuré par cette foule malgré la présence des gendarmes, l'agent termine l'opération précipitamment, avant même l'heure à laquelle il aurait dû commencer.

## Architecture et extérieurs
La particularité extérieure de l'édifice réside dans son clocher-campanile,, renforcé de contreforts et d'un cintre intermédiaire. Ce type de clocher est exceptionnel dans la région

## Intérieur

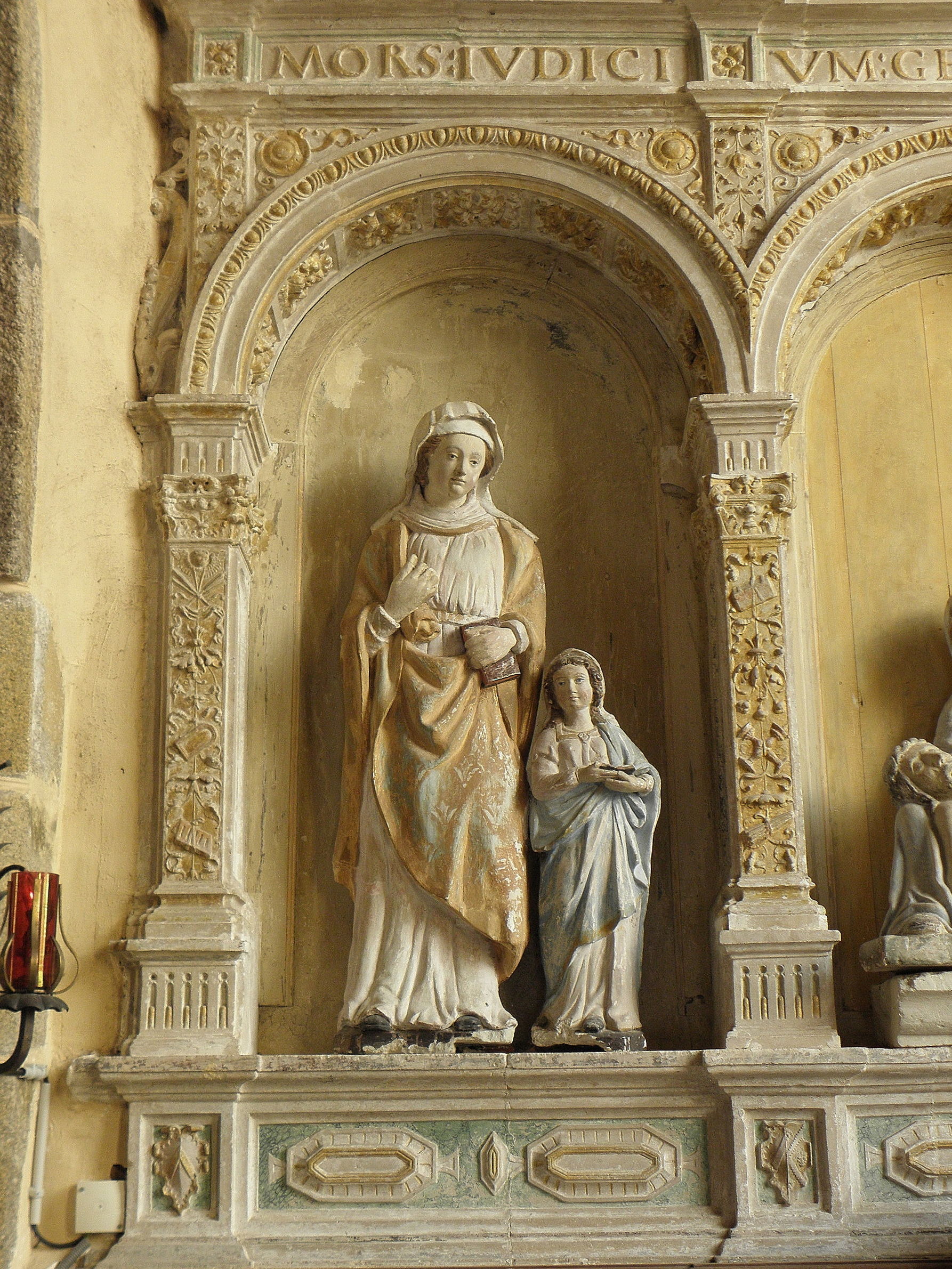
Retable de l'autel de Saint-Eustache (détail).

L'église possède des stalles sculptées (XVIe siècle) et un maître-autel de 1691 ou 1696 signé  François Langlois, inclus dans un retable possédant une balustrade en marbre et des statues en terre cuite représentant saint Gervais et saint Protais, saint René, saint Étienne et une Vierge à l'Enfant. Le tableau central représente l'Ascension. Le tabernacle est de même facture que le retable.
La nef comporte une statue de saint Joseph et une de sainte Barbe.
Un autre autel, dédié à saint Eustache et de style Renaissance, a été construit vers 1530 aux frais d'un prêtre, de famille noble, originaire de la paroisse, Eustache de la Haie, jugé remarquable par l’abbé Angot. Il comprend trois arcatures en plein cintre, surmontées d'architraves et de frontons triangulaires que supportent de petits pilastres superposés, dans l'entre-deux des arcades, aux pilastres inférieurs. Le gradin de l'autel, sur lequel s'élèvent les trois arcatures, forme une sorte de murette continue qui les relie l'une à l'autre. La sculpture qui décore cette architecture comprend sur les gradins : les armoiries des donateurs et des cartouches allongés ; sur les pilastres : des calices, ciboires, chandeliers, livres, suspendus par des lacs et entremêlés de feuillages d'ornement. Des cartouches, chargés d'un cœur et d'instruments de la Passion, occupent le centre des frontons sur les rampants desquels courent des volutes en forme d’S. L’abbé Angot croit pouvoir l'attribuer aux artistes qui construisaient, à la même époque exactement, la galerie du château du Rocher de Mézangers. L'autel est agrémenté d'inscriptions latines tirées de saint Bernard.

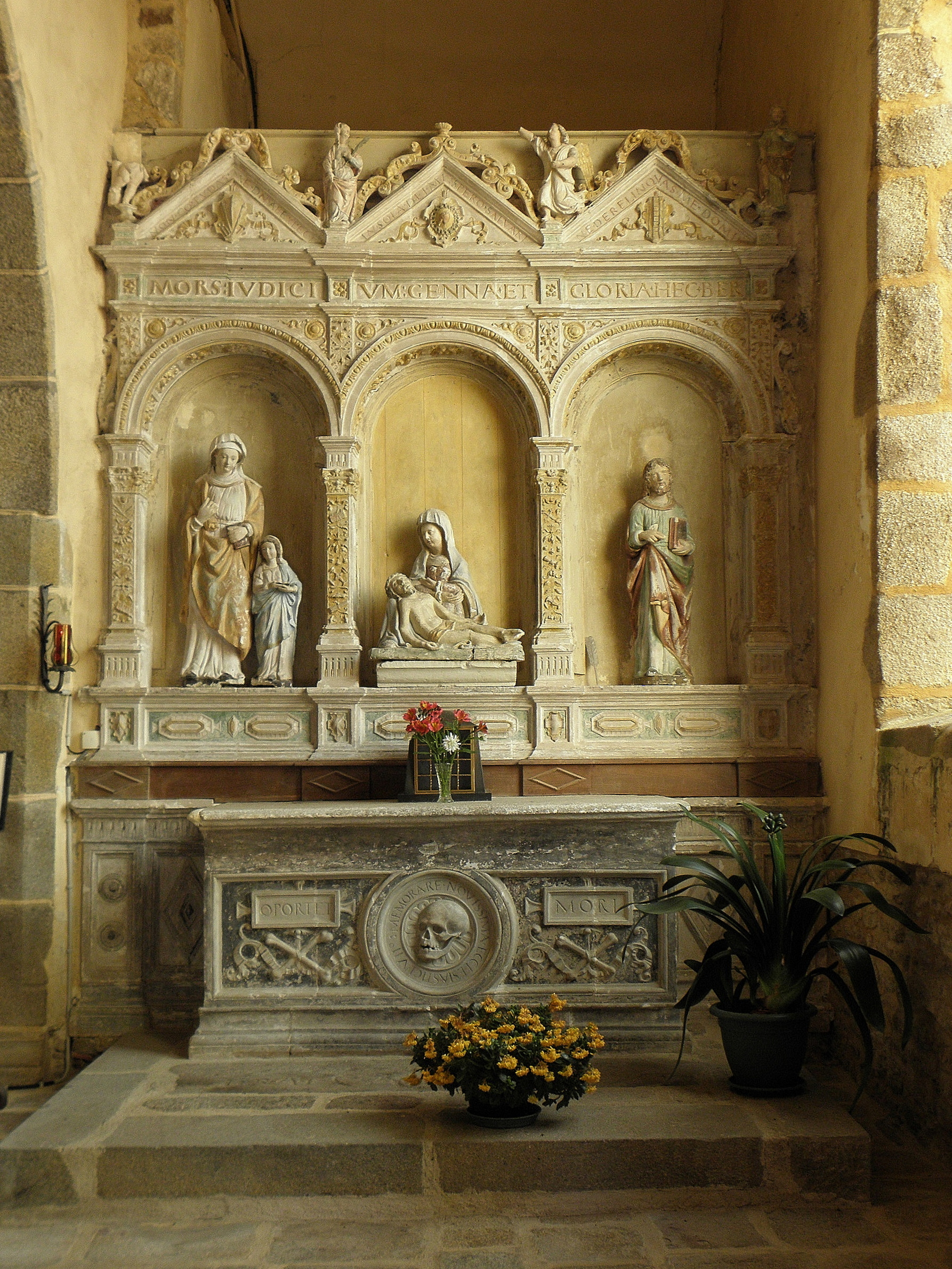
L'autel de Saint-Eustache.
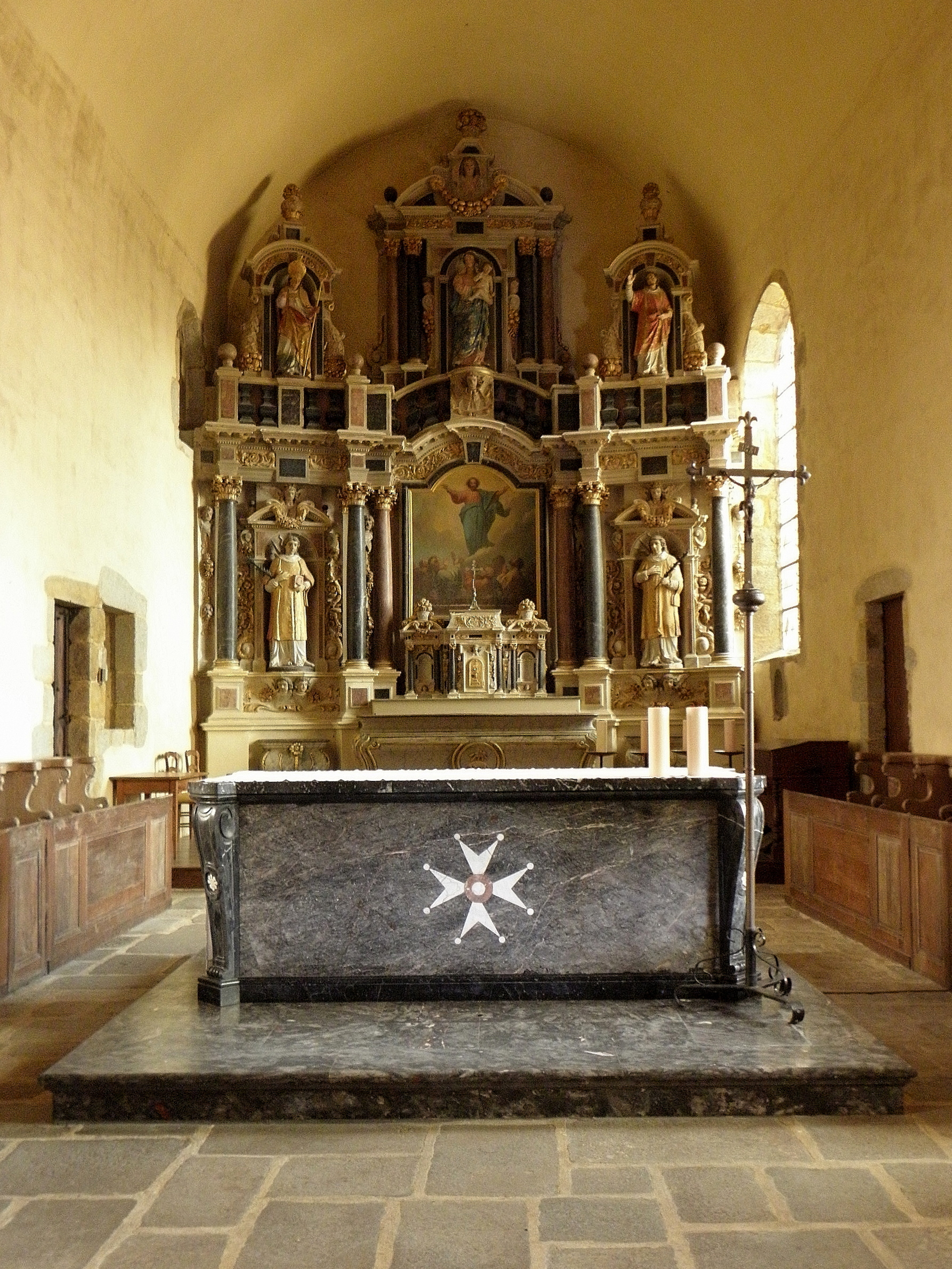
Le retable du maître-autel.
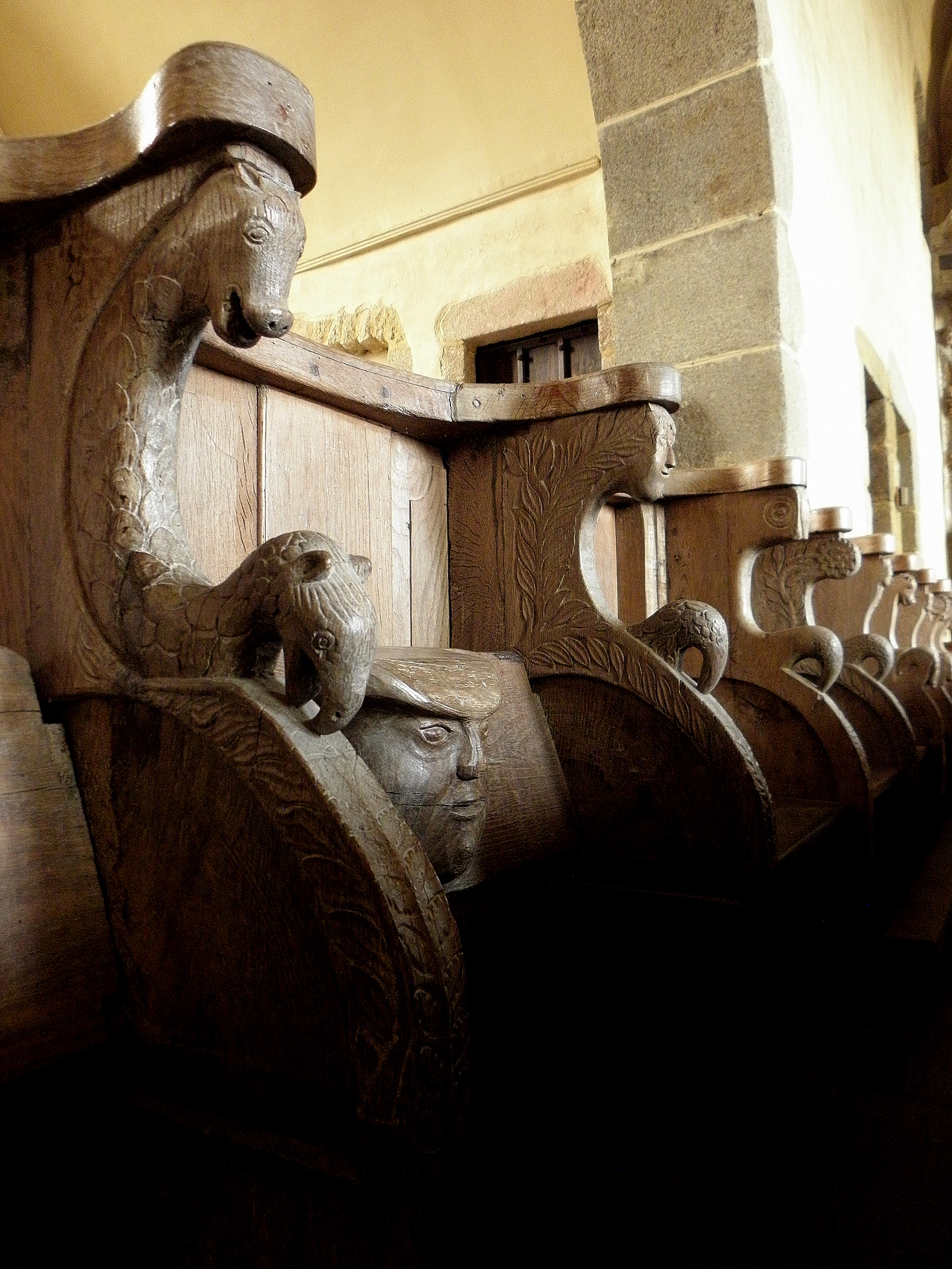
Les stalles sculptées.